# 1-й провулок Кармелюка (Житомир)
1-й провулок Кармелюка — провулок в Богунському районі міста Житомира.

## Характеристики
Знаходиться на Мальованці. 
Бере початок з вулиці Кармелюка. Прямує на південний захід. Завершується перехрестям з вулицею Героїв Пожежників. Має перехрестя з вулицями Барашівською, Радивілівською. Перехрестям з провулком завершуються 1-й та 2-й Барашівський провулки, починається Мальовничий провулок.  

## Історія
Почав формуватися раніше другої половини ХІХ століття та сформувався до початку XX століття. Забудова провулка формувалася з кінця ХІХ століття до Другої Світової війни. 
Історична назва Заріченський. З 1958 року — провулок 1-й Кармалюка. Рішенням Житомирської міської ради від 28.03.08 №583 уточнено правопис найменування провулка — 1-й Кармелюка.